# The Final Settlement
The Final Settlement è un cortometraggio muto del 1910 diretto da David W. Griffith.

## Trama
La bella Ruth è contesa da John e Jim, due boscaioli che si dichiarano alla ragazza. Lei considera John solo un buon amico e, tra i due, sceglie di conseguenza Jim. Si accorge ben presto però che l'uomo è dedito al bere e non ha alcuna intenzione di cambiare le sue abitudini. La ragazza, allora, rompe il fidanzamento: John, venuto a saperlo, la chiede nuovamente in moglie e lei, questa volta, accetta. Il loro è un matrimonio felice: John è un buon marito e un ottimo padre per il loro bambino. Ruth non pensa più a Jim che è partito e di cui non si sa più niente. L'ex fidanzato, dal canto suo, è caduto sempre più in basso, diventando un alcolizzato e vivendo di sotterfugi e piccoli furti. Un giorno - sono passati cinque anni - i due ex rivali si incontrano in un campo di boscaioli. Jim cerca subito la rissa e i due si ripromettono di rivedersi più tardi, per un duello. Insieme a un compagno di bevute, Jim decide di andare a rubacchiare in una capanna dove trova, con sua grande sorpresa, Ruth che scopre essere diventata la moglie di John. Pregustando già la vendetta contro il vecchio nemico Jim, si rende conto a un tratto di pensare ormai in un modo abietto. Sentendo riaffiorare i suoi sentimenti migliori che ormai non sentiva più da anni, decide di non presentarsi al duello. Ma, convinto che la sua assenza sarebbe giudicata quella di un codardo, sceglie allora di presentarsi al duello ma con l'arma caricata di cartucce a salve.

## Produzione
Il film fu prodotto dalla Biograph Company. Venne girato nel New Jersey, a Coytesville e negli studi di Fort Lee.

## Distribuzione
Distribuito dalla  Biograph Company, il film - un cortometraggio in una bobina - uscì nelle sale cinematografiche statunitensi il 28 febbraio 1910.